# Faixa bônus
Faixa bônus ou bonus track (como são conhecidas mundialmente) é uma música que pode ser inserida em certas versões especiais de um álbum, uma canção que não fazia parte dos planos originais do álbum (uma música ao vivo, por exemplo).
Pode ser, até mesmo, uma "faixa escondida" (hidden tracks) que é uma faixa inserida de um modo que o ouvinte não espere por ela em nenhum momento. Pode ser colocadas após várias faixas em branco (sem material sonoro) ou mesmo após alguns minutos de vazio.
Uma faixa bônus exclusiva de um determinado país — muito comum no Japão — é uma estratégia de marketing utilizada pelas gravadoras para que o público compre os álbuns dos distribuidores daquele país, já que muitas vezes sai mais barato comprar um CD importado.